# Kepler-150 c
Kepler-150 c — экзопланета у звезды Kepler-150 в созвездии Лиры на расстоянии 949 парсек от Солнца. Вторая по отдалённости среди пяти планет в системе. Была открыта транзитным методом на основе данных телескопа «Кеплер» в 2014 году.

## Родительская звезда
Kepler-150 d вращается вокруг звезды, очень похожей на Солнце. Она имеет радиус 0,94 R⊙ а температура поверхности равна 5560 ± 100 K (примерно 5287 °C). Для сравнения, температура поверхности Солнца составляет 5778 K.

## Параметры орбиты
Планета вращается вокруг Kepler-150 за 7,4 дней по орбите с большой полуосью в 0,07 а. е..
| Нептун | Kepler-150 c    |
| ------ | --------------- |
| Нептун | {{{exoplanet}}} |

## Физические характеристики
Kepler-150 c имеет радиус 0,33 RJ (3,6 R⊕). С таким радиусом она является мининептуном, несмотря на то, что радиус почти такой же, как у Нептуна.